# صوفيا روتارو
صوفيا روتارو (بالأوكرانية: Софія Михайлівна Ротару)‏ هي مغنية روك وكاتبة أغان وممثلة ومنتجة أفلام أوكرانية
ولدت في 7 أغسطس 1947 بمارشينتسي (تشيرنيفتسي أوبلاست)

## روابط خارجية
- صوفيا روتارو على موقع IMDb (الإنجليزية)
- صوفيا روتارو على موقع روتن توميتوز (الإنجليزية)
- صوفيا روتارو على موقع ميوزك برينز (الإنجليزية)
- صوفيا روتارو على موقع أول موفي (الإنجليزية)
- صوفيا روتارو على موقع أول ميوزيك (الإنجليزية)
- صوفيا روتارو على موقع ديسكوغز (الإنجليزية)
- صوفيا روتارو على موقع قاعدة بيانات الفيلم (الإنجليزية)
- صوفيا روتارو على موقع كينوبويسك (الروسية)